# Julio Alejandro
Julio Alejandro, celým jménem Julio Alejandro de Castro Cardús (27. února 1906 Huesca, Aragón – 21. září 1995 Xàbia, Valencijské společenství) byl španělský scenárista, autor či spoluautor přibližně osmdesáti filmových scénářů.
Po španělské občanské válce byl přinucen odejít do exilu. Od 40 .let žil postupně v Mexiku, Argentině a Chile. Spolupracoval na Buñuelových snímcích Propasti vášní (1954), Nazarín (1959), Viridiana (1961), Šimon na poušti (1965) a Tristaně (1970).
Je také autorem scénáře k filmovému dramatu Ash Wednesday, jenž byl jako soutěžní film promítán na 8. Berlínském mezinárodním filmovém festivalu v létě 1958 a nominován na Zlatého medvěda.

## Scenáristická filmografie
- 1951 : Mujeres sin mañana
- 1952 : Te sigo esperando
- 1952 : Las Tres alegres comadres
- 1952 : Cuando levanta la niebla
- 1953 : La Cobarde
- 1953 : Fruto prohibido
- 1953 : Mujeres que trabajan
- 1953 : Siete mujeres
- 1953 : Las Infieles
- 1953 : Piel canela
- 1953 : Un Divorcio
- 1953 : Eugenia Grandet
- 1953 : Padre nuestro
- 1953 : Reportaje
- 1954 : El Gran autor
- 1954 : Propasti vášní (Abismos de pasión)
- 1955 : El Vendedor de muñecas
- 1955 : El Caso de la mujer asesinadita
- 1955 : Amor en cuatro tiempos
- 1955 : La Vida tiene tres días
- 1955 : Después de la tormenta
- 1955 : De carne somos
- 1956 : Mauvaises fréquentations
- 1957 : Feliz año amor mío
- 1957 : La Dulce enemiga
- 1957 : La Diana cazadora
- 1957 : La Ciudad de los niños
- 1957 : Yambao
- 1958 : La Torre de marfil
- 1958 : Miércoles de ceniza
- 1958 : El Caso de una adolescente
- 1958 : El Hombre que logró ser invisible
- 1959 : Nazarín
- 1959 : El Vestido de novia
- 1959 : Gutierritos
- 1959 : La Reina del cielo
- 1960 : Mi madre es culpable
- 1960 : La Estrella vacía
- 1960 : Poker de reinas
- 1960 : Peligros de juventud
- 1961 : Azahares rojos
- 1961 : Senda prohibida
- 1961 : Viridiana
- 1961 : De hombre a hombre
- 1962 : El Pecado de una madre
- 1962 : El Tejedor de milagros
- 1962 : El Cielo y la tierra
- 1963 : Días de otoño
- 1965 : Šimon na poušti
- 1965 : Canta mi corazón
- 1965 : Valería (televizní seriál)
- 1968 : María Isabel
- 1969 : Santa
- 1969 : Los Recuerdos del porvenir
- 1969 : El Hijo pródigo
- 1970 : Tristana
- 1970 : Cruz de amor
- 1971 : El Jardín de tía Isabel
- 1971 : El Ídolo
- 1971 : Yesenia
- 1971 : Dos mujeres y un hombre
- 1974 : El Muro del silencio
- 1974 : Fe, esperanza y caridad
- 1974 : Bárbara
- 1974 : Negro es un bello color
- 1976 : El Hombre del puente
- 1978 : La Guera Rodríguez
- 1982 : Una Leyenda de amor